# Пустошка-2
Пустошка-2 — деревня в Пеновском районе Тверской области.

## География
Находится в западной части Тверской области на расстоянии приблизительно 47 км на запад-северо-запад по прямой от районного центра поселка Пено.

## История
В 1859 году здесь (деревня Осташковского уезда) было учтено 6 дворов, в 1939 — 11. До 2020 года входила в Рунское сельское поселение Пеновского района до их упразднения.

## Население
Численность населения: 50 человек (1859 год), 1 (русские 100 %) в 2002 году, 5 в 2010.